# 趙孠堅
趙孠堅（？—？），祖籍不詳，元末明初政治人物。
洪武六年，擔任明朝吏部尚書。洪武九年正月，降任广东行省参政。洪武九年九月至洪武十四年，改任廣東右布政使。